# José Martí International Airport
José Martí International Airport is een internationale luchthaven, gelegen op 15 km buiten de stad Havana in Cuba. Het is een hub voor verschillende Cubaanse luchtvaartmaatschappijen. De luchthaven is vernoemd naar de Cubaanse onafhankelijkheidsstrijder José Martí.
De luchthaven, bestaande uit vier passagiersterminals plus een bagageterminal, verzorgt samen met Varadero's luchthaven Juan Gualberto Gómez Airport 80% van de passagiers die met vliegtuig in Cuba aankomen. Vanaf de luchthaven zijn er vluchten naar vele bestemmingen in Amerika. Ook zijn er vluchten naar Europa  en Afrika.

## Terminals en bestemmingen
Terminal 1Dit is de oudste terminal. Nu wordt hij enkel nog gebruikt voor binnenlandse vluchten.
Terminal 2Dit is de terminal voor vluchten van en naar de Verenigde Staten.
Terminal 3Dit is de belangrijkste en internationale terminal. Het is de grootste en meest moderne. Op de eerste verdieping zijn de incheckbalies, vertrekhal en verschillende restaurants. Op de begane grond zijn de aankomstruimte en de autoverhuurbedrijven.
Terminal 4Op deze terminal, die beter gekend is als Aerovaradero vrachtterminal, worden de luchtvrachten afgehandeld.
Terminal 5Terminal 5 werd speciaal voor Aero Caribbean gebouwd.
Tussen de terminals rijden bussen voor de overstappende passagiers.

## Geschiedenis
President Céspedes gaf in 1929 opdracht voor de bouw van een nieuwe luchthaven. Voor die tijd had Havana alleen een klein militair vliegveld, El Aeropuerto de Columbia, met een beperkte capaciteit. De werken startten in 1929 en in februari 1930 werd de luchthaven al officieel geopend onder de naam Gerardo Machado. De landingsbanen waren echter nog niet gereed en de eerste vlucht (naar Santiago de Cuba) werd pas op 30 oktober 1930 uitgevoerd. De eerste internationale vlucht vertrok in mei 1945. Kort na de opening werd de luchthaven herdoopt in Rancho Boyeros.
Op 19 april 1945 werd in Havana de International Air Transport Association (IATA) opgericht.
Na de Cubaanse Revolutie werd de naam gewijzigd in de huidige naam. Uit onvrede met het nieuwe regime stelde de Amerikaanse regering in 1962 een embargo in. Amerikaanse luchtvaartmaatschappijen mochten niet langer op Cuba vliegen en het vliegverkeer op de luchthaven nam dramatisch af. Gedurende de Invasie in de Varkensbaai werd het vliegveld gebombardeerd en raakte beschadigd. Later namen andere buitenlandse maatschappijen de luchthaven op in hun netwerk, zoals Aeroflot, Interflug en LOT Polish Airlines. José Martí werd de hub van Aeroflot voor Zuid-Amerika.
In de jaren tachtig onderhandelden Cuba en de USA over het toelaten van chartervluchten tussen Miami en Havana. Vooruitlopend op een goedkeuring werd in 1986 besloten om Terminal 2 te bouwen. Op 26 april 1988 werd de nieuwe terminal in gebruik genomen. In de jaren negentig nam de wereldwijde luchtvaart toe en ook Europese maatschappijen deden de luchthaven vaker aan naarmate Cuba als toeristenbestemming populairder werd. Er werd opdracht gegeven om een derde terminal te bouwen. De Canadezen verstrekten belangrijke kredieten en andere financiële middelen ter ondersteuning van de bouw van de nieuwe terminal. De terminal werd op 26 april 1998 ingehuldigd in aanwezigheid van de Canadese eerste minister Jean Chretien.

## Ongevallen
- Op 27 mei 1977 verongelukte vlucht 331, een Aeroflot toestel, vlak bij de luchthaven. De Iljoesjin Il-62M had een tussenstop gemaakt in Lissabon en naderde haar eindbestemming Havana. De landing werd in een mistbank ingezet. Op twee kilometer van de baan raakte het hoogspanningskabels. Het toestel raakte onbestuurbaar en stortte neer. Van de 69 inzittenden hebben maar twee passagiers dit ongeval overleefd. De bemanning had verzuimd de hoogtemeter in te stellen op de lokale luchtdruk waardoor het toestel lager vloog dan door de meters werd aangeven.[3]
- Op 3 september 1989 stortte een Iljoesjin Il-62M van Cubana de Aviación neer bij de luchthaven. Het was net opgestegen met bestemming Milaan, maar door barre weersomstandigheden verloor het snel hoogte. Alle 126 inzittenden kwamen hierbij om het leven en verder nog 24 mensen op de grond.[4]
- Op 18 mei 2018 verongelukte vlucht CU-972 van de Cubaanse luchtvaartmaatschappij op een kilometer afstand van de luchthaven. De vlucht werd uitgevoerd met een Boeing 737-200 Adv.. Er waren 107 passagiers aan boord en zes bemanningsleden. Het toestel was op weg van Havanna naar Holguín. Er vielen 112 doden. Eén passagier overleefde het ongeval.[5]